# Tullio De Piccoli
Tullio De Piccoli (Desio, 5 marzo 1964) è un ex cestista italiano.

## Palmarès
- Campionato italiano: 1

Olimpia Milano: 1984-85
- Coppa Korać: 1

Olimpia Milano: 1984-85
- Supercoppa italiana: 1

Virtus Bologna: 1995
- Coppa Italia: 1

Virtus Bologna: 1997